# Télé Contact
Télé Contact (Love Connection) est un jeu télévisé français, d'origine américaine, présenté par Sophie Garel et diffusé du 22 septembre 1990 au 23 février 1991, sur La Cinq.

## Historique
Télé Contact est adapté du format américain "Love Connection" créé par Eric Lieber, et diffusé en syndication du 19 septembre 1983 au 1er juillet 1994. Puis du 21 septembre 1998 au 4 juin 1999.
La Cinq diffuse l'émission à partir du 22 septembre 1990 du lundi au samedi à 19h10. Puis à 11H00 jusqu'au 22 février 1991. L'émission est produite par Projeux (association de Créatel et d'Ellipse, filiale de Canal +) pour Warner Bros. Television.

## Concept
Deux célibataires acceptent de se rencontrer, moyennant la somme de 750F. En échange ils racontes leur soirée à Sophie Garel sur le plateau de l'émission.
Le jeu est un peu la version longue de la séquence "Voyages tous risques" de Tournez manège (The Dating Game) dans lequel des célibataires qui se sont choisis la veille, racontent leur rendez-vous galant à Simone Garnier.